# Radomice (województwo dolnośląskie)

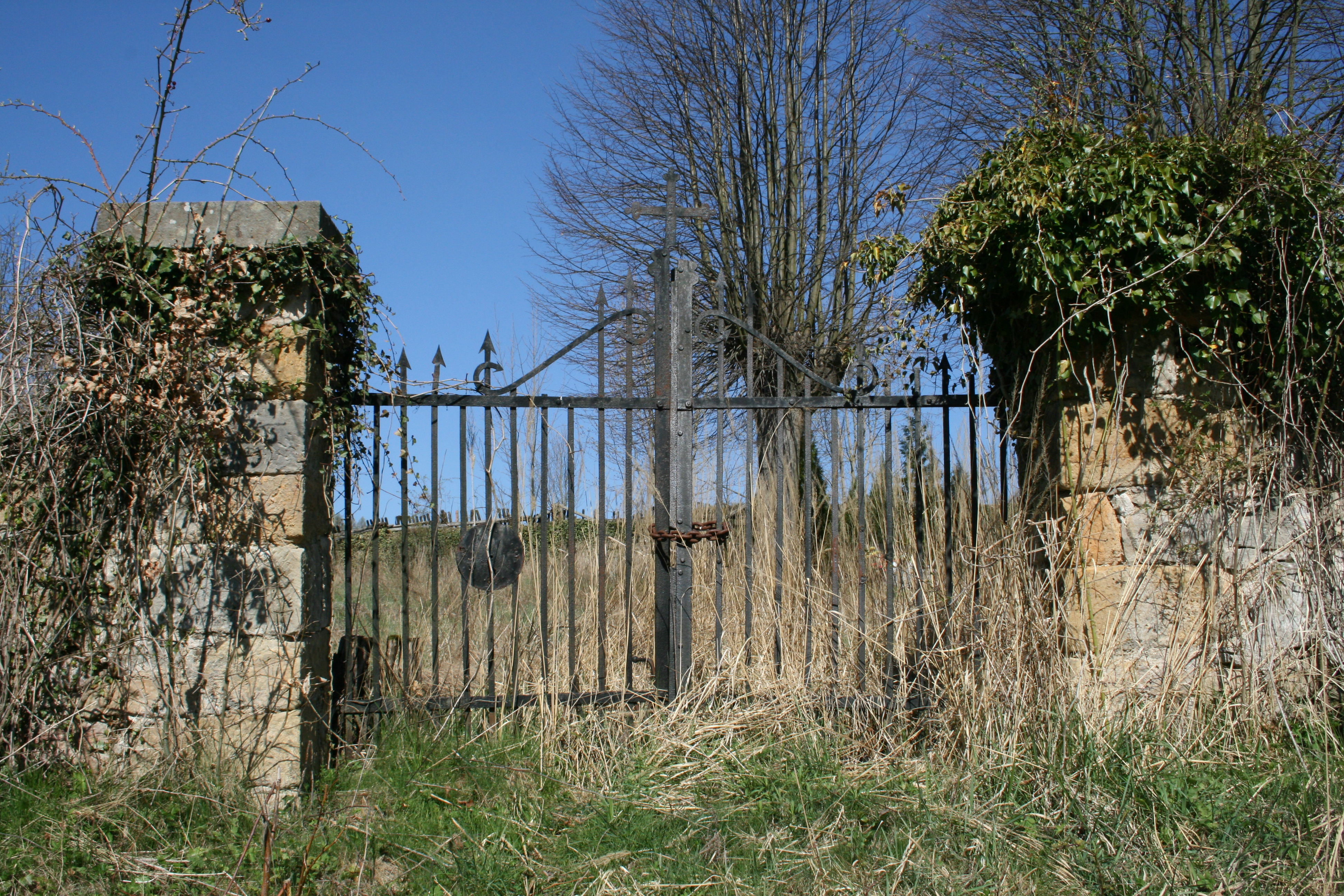
Stary cmentarz - brama południowa

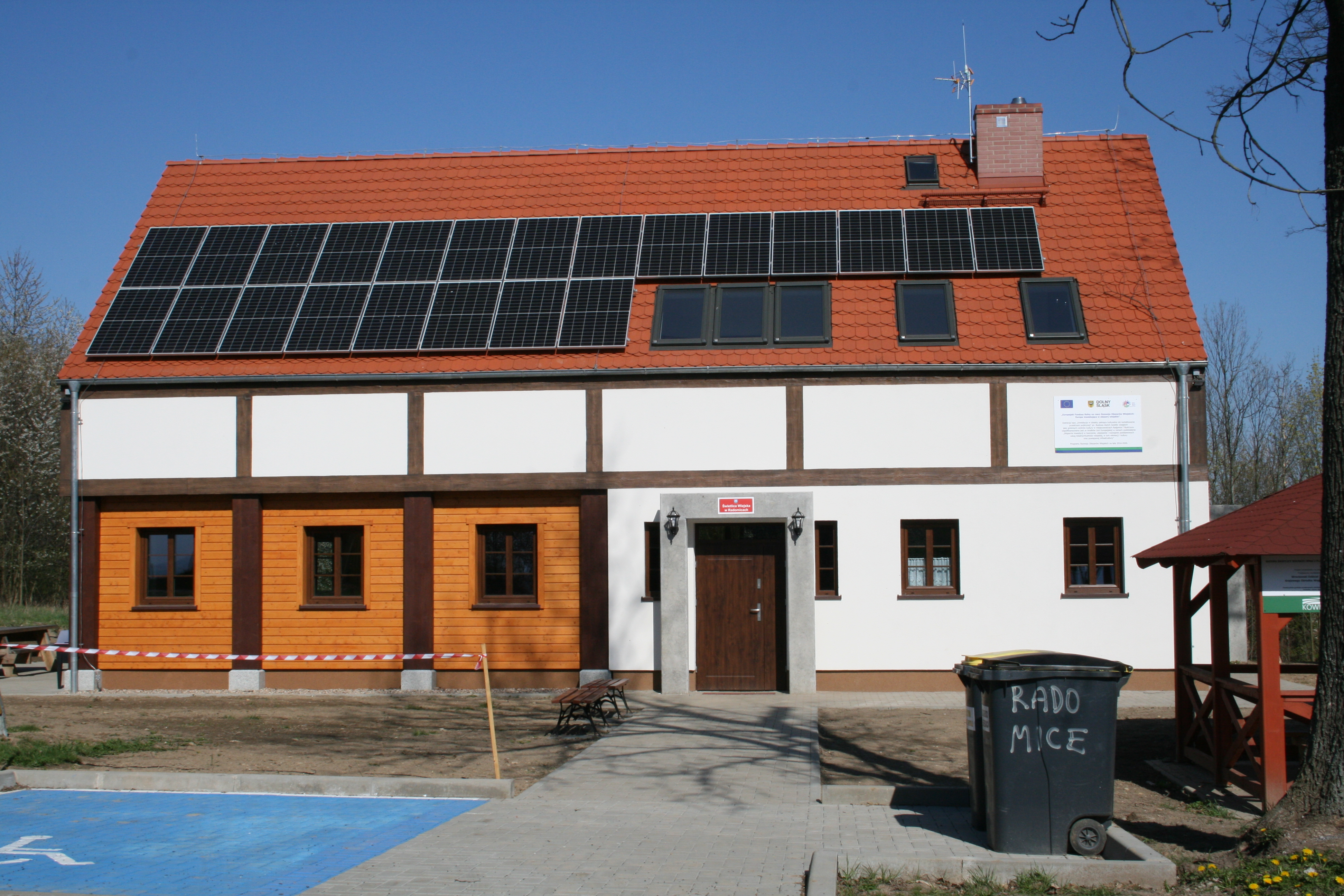
Świetlica wiejska

Radomice (tuż po wojnie Marynki, niem. Wünschendorf) – niewielka wieś sołecka w Polsce położona w województwie dolnośląskim, w powiecie lwóweckim, w gminie Wleń, na terenie Parku Krajobrazowego Doliny Bobru. W XX wieku działały w niej kopalnie złota i rud uranu. Leży na Wzgórzach Radomickich. W kościele pod wezwaniem świętego Jakuba i świętej Katarzyny znajduje się gotycki tryptyk.

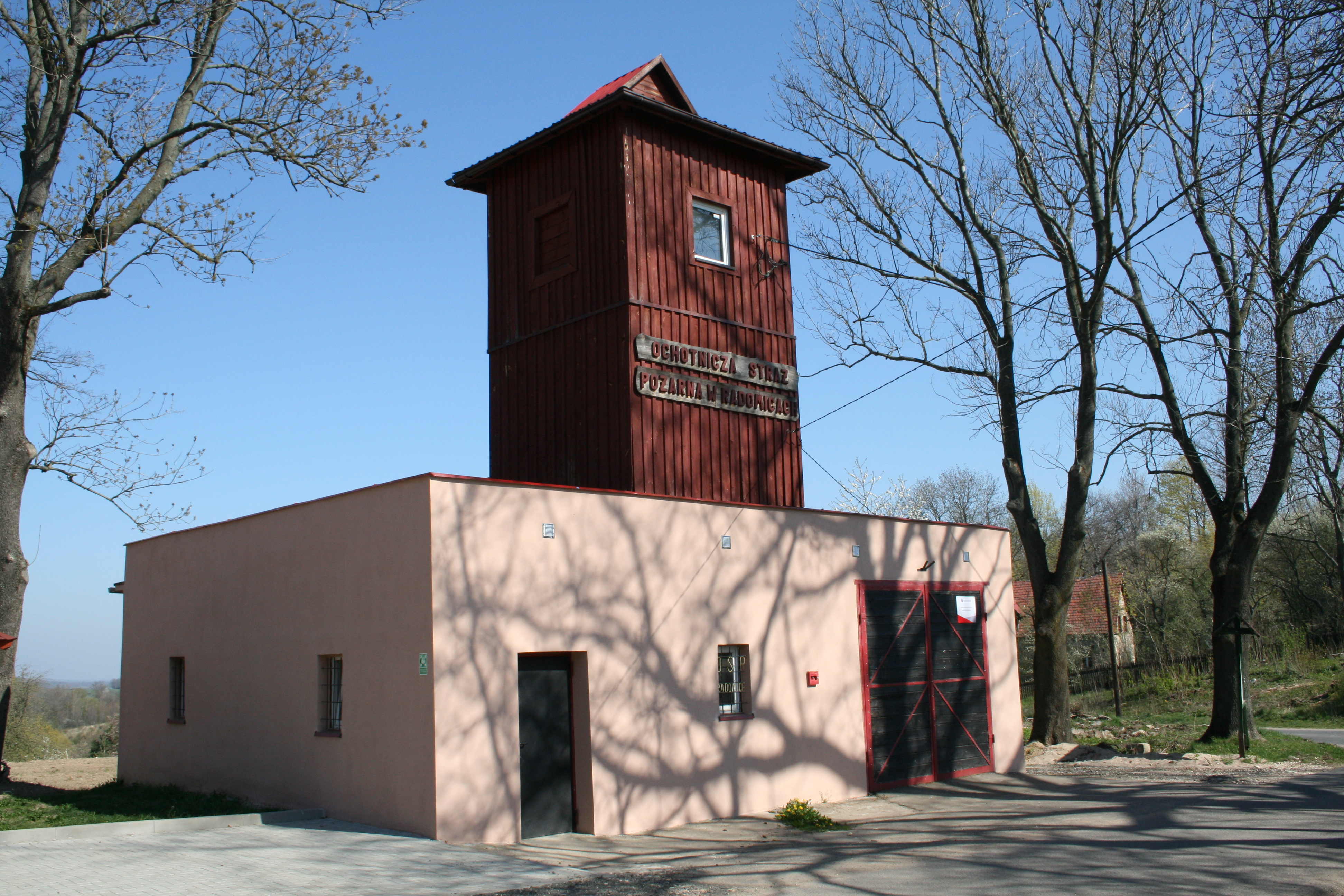
Remiza OSP

## Geografia

### Położenie
Radomice położone są w najwyższej, południowo-wschodniej części Wzgórz Radomickich, pomiędzy wzgórzami Wietrznik, Dziewicza i Górą Kaczmarka. Wieś rozlokowana jest na grzbiecie. Jej dwie części schodzą od południa w dolinę Pilchowickiego Potoku, a od północy w dolinę lewego dopływu Jamnej. Radomice są jedną z najwyżej położonych miejscowości w regionie. Zabudowania wsi znajdują się na wysokości 340–430 m n.p.m.

### Podział administracyjny
Do połowy XVIII wieku Radomice wchodziły w skład księstwa jaworskiego. Do roku 1816 wieś administracyjnie należała do powiatu bolesławiecko-lwóweckiego, a od roku 1816 (z przerwą W latach 1975–1998) do powiatu lwóweckiego. Do roku 1973 Radomice były w gromadzie Pilchowice. W latach 1975–1998 miejscowość należała do województwa jeleniogórskiego. Od 1975 Radomice są w gminie Wleń, a od 1998 w powiecie lwóweckim w województwie dolnośląskim. Okoliczne wsie to: Klecza, Łupki, Golejów, Wojciechów, Maciejowiec i Pilchowice.

### Struktura użytkowania gruntów
Sołectwo zajmuje 630 ha, w tym 226 ha lasów i 351 ha użytków rolnych.

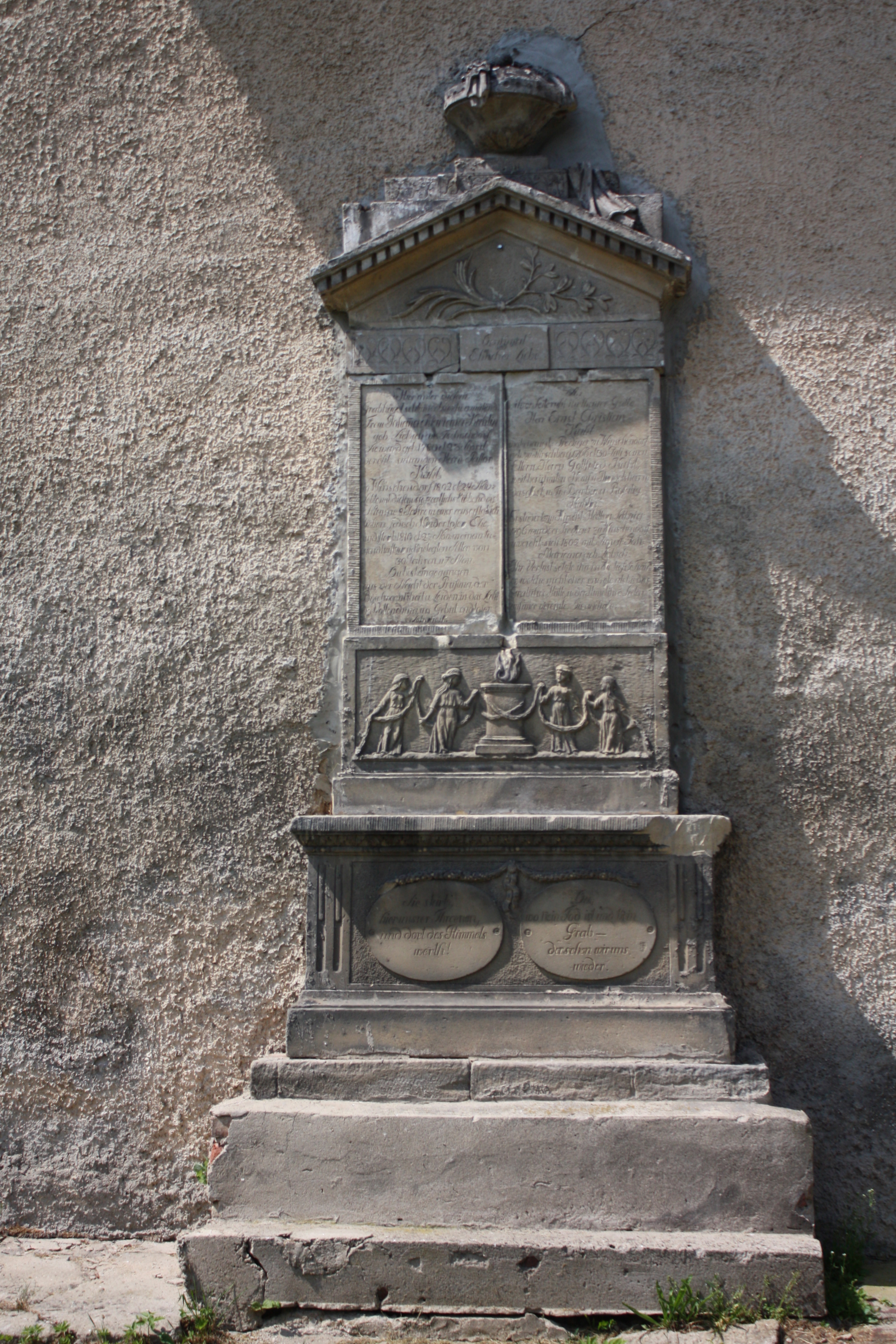
Epitafium na kościele

### Geologia
Okolice Radomic charakteryzują się urozmaiconą budową geologiczną. Większa część wsi położona jest na sylurskich łupkach serycytowo-muskowitowo-chlorytowo-kwarcowych z grafitem, przeciętych żyłą łupków chlorytowo-serycytowych z fyllitami i soczewkami zieleńców z wczesnego paleozoiku. Na północnym wschodzie występują mułowce i piaskowce z dolnego permu, a na południowym zachodzie laminowane i oczkowe granitognejsy z wczesnego paleozoiku.
Na obszarze Radomic stwierdzono występowanie wielu nierzadko cennych minerałów takich jak: złoto rodzime, arsenopiryt, piryt, pirotyn, chalkopiryt, chalkozyn, galena, goethyt, hematyt, kowelin, kwarc, malachit, markasyt, sfaleryt, syderyt, tennantyt, tenoryt i tetraedryt.

## Historia
W okolicach Radomic znaleziono rzymskie monety z wizerunkami Konstantyna i późniejszych cesarzy. Mogłoby to świadczyć o wczesnym osadnictwie być może związanym z istniejącym tu źródłem termalnym, któremu prawdopodobnie przypisywano lecznicze właściwości.
W średniowieczu wykorzystywano pobliskie tereny złotonośne.
Radomice powstały prawdopodobnie w XIV wieku. Wieś należała zawsze do kolejnych właścicieli dużego majątku w Wleńskim Gródku. W XV wieku Radomice miały już kościół katolicki. W XVI wieku mieszkańcy przeszli na luteranizm i przejęli kościół. Pierwszym pastorem został Thomas. W roku 1540 sprzedał on ogród kościelny. Kolejnym pastorem w latach 1558-1581 był Thobias Hafkunz. Prawdopodobnie w roku 1579 przeprowadził on odbudowę kościoła. Wieś została bardzo zniszczona w czasie wojny trzydziestoletniej. Ostatnim pastorem był Gottfried Büttner z Olszyny. Sprawował on posługę w latach 1646-1654. 23 kwietnia 1654 komisja redukcyjna zwróciła kościół katolikom. Od tego czasu mieszkańcy na nabożeństwa ewangelickie musieli udawać się aż do Wieży, Pielgrzymki lub Twardocic, jednak jeszcze do roku 1666 działała tu niedzielna szkoła ewangelicka.

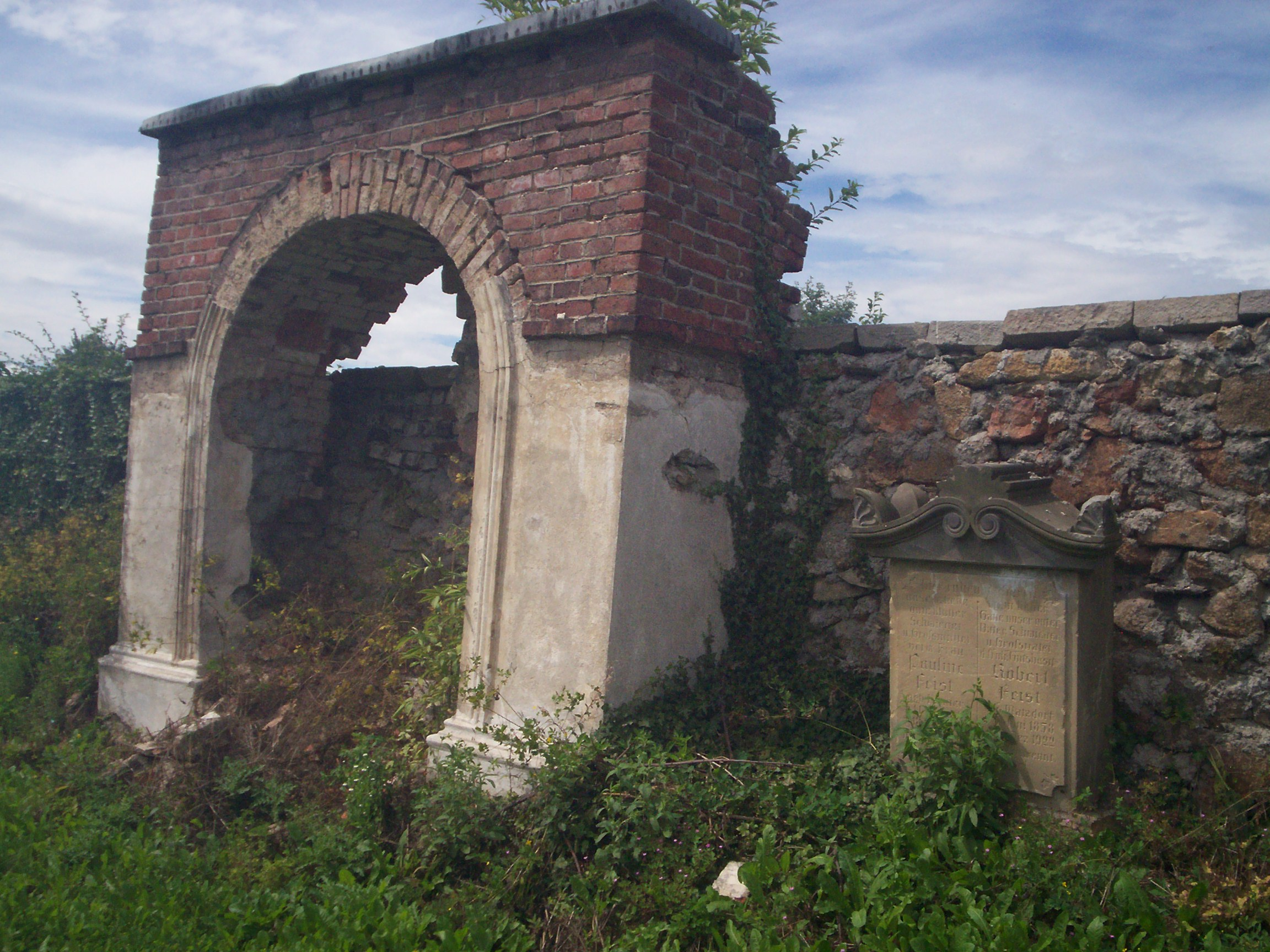
Stary cmentarz

Po przejścia Śląska pod władzę Prus, w roku 1745 właściciel Radomic baron von Grunfeld ufundował ewangelicki dom modlitwy o konstrukcji szachulcowej. Powstała też szkoła ewangelicka. Syn krawca z Wlenia, magister Johann Feige został pierwszym pastorem. W roku 1765 oszacowano wartość wsi na 9887 talarów. W roku 1786 we wsi katolicy i ewangelicy mieli oddzielne kościoły z plebaniami i szkoły. Mieszkało tu 13 kmieci, 83 zagrodników i 18 chałupników. W 1791 pastor Johann Thiebad Torrige zorganizował obchody 50-lecia parafii ewangelickiej.
W XIX wieku posiadłość we Wleńskim Gródku wraz z Radomicami przeszła na własność rodziny von Haugwitz. W roku 1816 pastorem był autor rozpraw o literaturze śląskiej Johann Georg Thomas. W roku 1840 w Radomicach stały 73 domy i folwark. Kościół katolicki wchodził w skład parafii w Golejowie. Odprawiano tam tylko 5 mszy w roku. Radomicka parafia ewangelicka obejmowała również Maciejowiec i Pokrzywnik. We wsi działały cztery gospody.
Na początku XX wieku w Radomicach wydobywano złoto, a po roku 1945 uran. Po wyczerpaniu się złóż Radomice zostały stopniowo wyludniającą się wsią rolniczą. Kościół ewangelicki popadł w ruinę i został rozebrany prawdopodobnie w latach 60. XX wieku. We wsi od lat opowiadano historie o skarbach ukrytych rzekomo przez Niemców w starych sztolniach. Według jednej z tych niesprawdzonych opowieści miano odnaleźć skarb, który rzekomo zawierał jajko Fabergé.

## Nazwy historyczne
Przed rokiem 1945 wieś nosiła nazwę Wünschendorf wymienianą w dokumentach w różnych wariantach pisowni: Wüntschendorff (rok 1677), Wünschendorff (rok 1687), Wünschendorf in Schlesien (rok 1818), Windischendorf, Wintschendorf, Wynschendorf, Wünschendorf (rok 1825). Po roku 1945 miejscowość nazywano Serbska Wieś i Marynki. W roku 1947 ustalono nazwę na Radomice.

## Zabytki

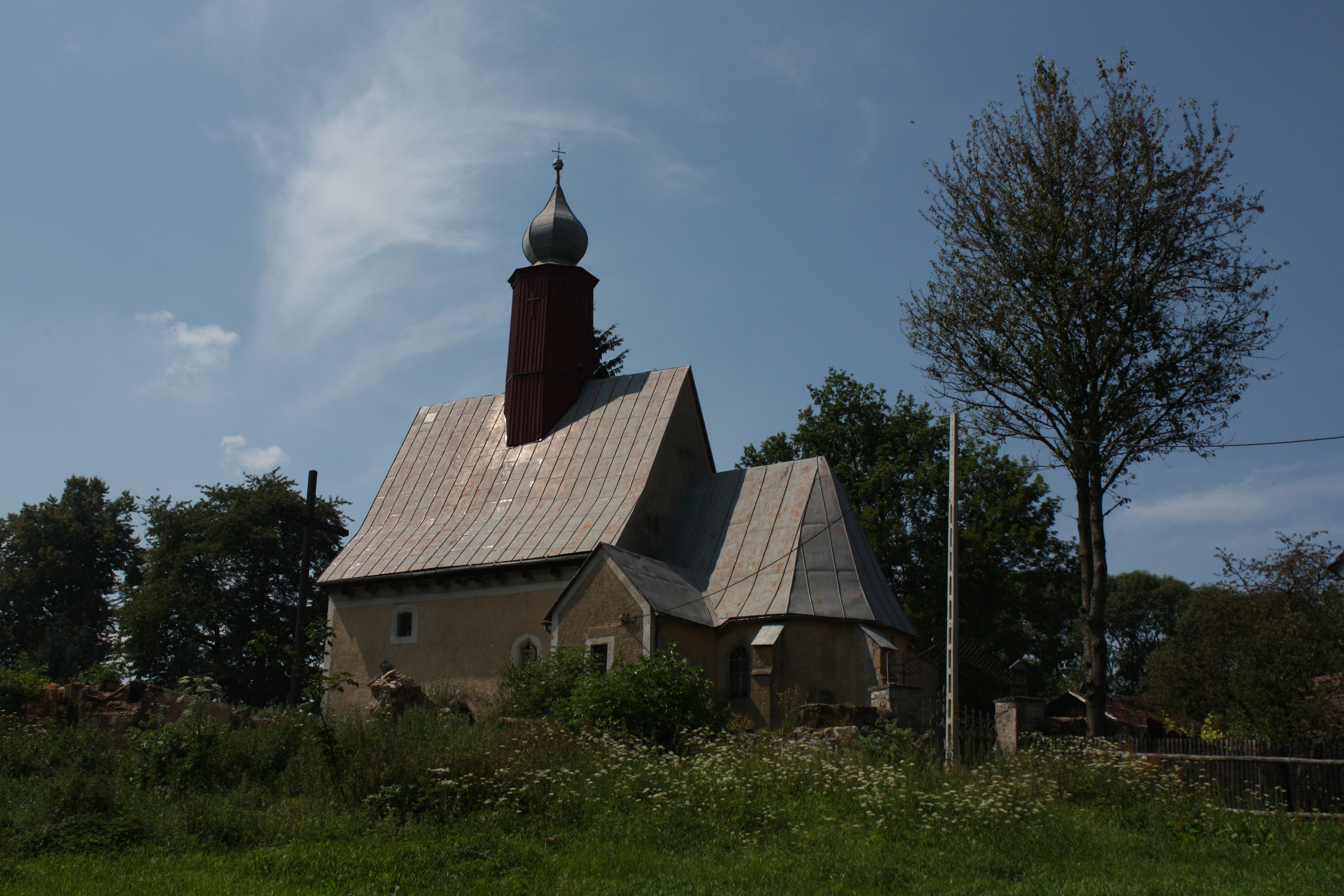
Kościół świętych Jakuba i Katarzyny

Do wojewódzkiego rejestru zabytków wpisane są:
- kościół filialny pw. św. Jakuba i Katarzyny
- cmentarz przy kościele, z XV-XX w.

Inne zabytki:
- dawna szkoła – murowany budynek z końca XIX wieku (nr 14)
- we wsi znajduje się kilka murowanych i szachulcowych domów mieszkalnych z drugiej połowy XIX wieku[10].

## Demografia
Największą liczbę ludności – bez mała 400 osób Radomice miały w 1871. Później zaludnienie się zmniejszało. Proces ten przyśpieszył po drugiej wojnie światowej, doprowadzając liczbę ludności do około 100 osób. W ostatnich latach (Narodowy Spis Powszechny z III 2011 r.) tendencja ta została spowolniona - liczba mieszkańców wyniosła 111 osób.

## Gospodarka
Radomice były i są wsią rolniczą. W 1979 były tu 42 gospodarstwa rolne, a w 1988 pozostało jeszcze 24. Praca na roli była wyłącznym źródłem utrzymania dla 22% ludności zawodowo czynnej. Mieszkańcy pracowali również w lasach i kamieniołomach. Po 1990 powstało w Radomicach gospodarstwo agroturystyczne i rozwinęła się hodowla koni huculskich. W przeszłości eksploatowano tutejsze zasoby złota, uranu i wapienia.

### Wydobycie złota
Złoto w okolicach Radomic występuje w postaci żył kwarcu ze złotem w arsenopirytach. Złoża eksploatowano już w średniowieczu. Później nastąpiła przerwa aż do początków XX wieku. W 1905 wydano koncesję na poszukiwanie i wydobycie arsenu i złota. W 1922 rozpoczęła się odkrywkowa eksploatacja pola górniczego z żyłami kwarcowymi. Obszar prac obejmował 3,2 km² i dzielił się na cztery pola przypisane do Radomic, Kleczy i Golejowa. Następnie na polu Klecza rozpoczęto wydobycie metodą głębinową. Eksploatowano tam sztolnię „Max Arendt” o długości 120 m. Na polu górniczym o wymiarach 6,2x1,35 km w stronę Bobru i Kleczy eksploatowano 3 żyły kwarcu ze złotem w sztolni „Wilhelm”, 7 w sztolni „Cecylia” i 1 w sztolni „August”. Zawartość kruszcu sięgała aż 28,6 g/tonę, złoże było jednak niewielkie i wyczerpało się już w 1933. Ogółem udało się wydobyć około 4 kg złota.

### Wydobycie rud uranu
W 1949 na polu górniczym po kopalniach złota rozpoczęto wydobycie rud uranu. W powstałej „Kopalni Rud Metali Nieżelaznych Grupa nr 7” będącej filią kowarskich Zakładów Przemysłowych R-1 pracowało około 150 górników. Rudę przewożono do dalszej przeróbki do Miedzianki. Złoże wyczerpało się w 1951 i kopalnię zlikwidowano.

### Wydobycie wapieni
Pierwsze wzmianki o istnieniu w Radomicach kamieniołomu wapienia i wapiennika pochodzą z 1825. Należały do rodu von Haugwitz. W 1863 w wapienniku pracowało 8 robotników. W 1883 Wilhelm von Haugwitz zbudował nowy piec wapienny. Po 1945 nadal wydobywano wapień, ale nie uruchomiono już wapiennika. Urobek zwożono specjalną kolejką do pieców w Pilchowicach. Później zaprzestano wydobycia.

## Transport
Radomice leżą z dala od ważniejszych szlaków komunikacyjnych. Do końca XX wieku jedyna droga z utwardzoną nawierzchnią prowadziła doliną Pilchowickiego Potoku do Pilchowic. Na początku XXI wieku wybudowano szosy łączące wieś z Łupkami i Kleczą. Drogi gruntowe wiodą do Maciejowca i Wojciechowa.

## Środowisko naturalne i jego ochrona
Wieś leży na obszarze Parku Krajobrazowego Doliny Bobru oraz specjalnego obszaru ochrony siedlisk Natura 2000 Ostoja nad Bobrem PLH020054.
Radomice położone są wśród użytków rolnych. Dalej od wsi rosną lasy mieszane. W okolicy występuje kilka gatunków z rodziny storczykowatych – kruszczyk szerokolistny, kruszczyk błotny i kukułka szerokolistna. W sąsiedztwie nieczynnego kamieniołomu wapienia na nasłonecznionych, południowych stokach wykształciła się murawa kserotermiczna Festuco-Brometea z goryczką krzyżową i listerą jajowatą.

## Turystyka
W miejscowości znajduje się gospodarstwo agroturystyczne. Przez Radomice przechodzi Szlak Zamków Piastowskich oraz Sudecka Droga św. Jakuba a także szlak konny „Droga Wisielców”